# Merja Aletta Ranttila
Merja Aletta Ranttila (Utsjoki, Finlandia, 23 de mayo de 1960) es una artista visual, ilustradora y grabadora sami finlandesa. Ranttila ha dado a conocer la cultura sami en varias exposiciones en Finlandia y en el extranjero.

## Biografía
Ranttila pasó su infancia en Lemmenjoki. Tiene antecedentes sami montañeses y su lengua materna es el sami del norte.
Ranttila estudió en la Escuela de Arte de Laponia de 1980 a 1982 y en la Escuela de Arte y Artesanía de Rovaniemi de 1982 a 1986.

### Trayectoria profesional
Al comienzo de su carrera, Ranttila realizó ilustraciones para libros de texto y cuentos de hadas, así como colecciones de cuentos y novelas. Su primer trabajo de ilustración fueron las 600 imágenes del libro de texto de Davvi, que realizó en 1980. También ha dibujado postales. Ranttilla fue nombrada responsable para asuntos sami. A principios de la década de 1990, introdujo la técnica del linograbado.
En enero de 2012, el servicio postal nacional finlandés Posti publicó pegatinas ilustradas por Ranttila.
Ranttila se hizo ampliamente conocida en 1993 cuando los sacerdotes interpretaron sus obras como "chamanismo y satanismo". Fue concretamente en el verano chamán celebrado en el museo de arte Aine de Tornio.
Ranttila participó en la Feria de Arte Contemporáneo de Madrid (ARCO) en 1995.
En 2001, Ranttila participó en una exposición conjunta de artistas finlandeses en Australia.
En el otoño de 2002, Ranttila pasó un mes en la residencia de artistas del centro cultural finlandés-africano Villa Karo en Berlín. Como resultado, junto con su hermana, la artista textil Seija Ranttila, realizó en Oulu una exposición de inspiración africana.
En 2015, Ranttila participó en una exposición conjunta de artistas del norte de Finlandia. En la época del tema Finlandia 100, realizó una exposición en París.
Ranttila también ha trabajado como galerista.

## Estilo
El arte de Ranttila ha sido clasificado como expresionismo chamánico.Su arte también ha sido considerado arte feminista. Ranttila está considerada como parte de la segunda generación de artistas visuales sami.
Ranttila dijo que sintió la necesidad de liberar los traumas de su infancia, la cual transcurrió en un ambiente de laestadianismo. Las obras abordan la posición incómoda y encerrada de las mujeres en el laestadianismo. Sus obras son conocidas por su simbolismo, ensoñación, personajes femeninos y diabólicos a menudo recurrentes, y referencias a noticias dramáticas de la época en que se crearon las obras. Ha descrito sus crisis personales en sus obras.A menudo hay animales en las imágenes.

## Vida personal
Ranttila tiene un hijo. Ha experimentado violencia doméstica. Perdió al padre de su hijo en un accidente automovilístico en 1992. Ranttila ha sufrido de alcoholismo.

## Becas
- 2005 - Beca del Comité Cultural del Consejo Sami.[10]
- 2007 - Beca del Comité Central de Arte.[11]
- 2016: Beca de 12.000 euros para trabajos artísticos del Fondo de Laponia del Fondo Cultural Finlandés.
- 2017 - Beca de 5.000 euros del Centro de Promoción del Arte (Taike) para gastos de exposición.[12]

## Premios y reconocimientos
- 1993 - Premio estatal de cultura infantil
- 1994 - Premio de Arte Fundación Urpo y Maija Lahtinen
- 2000 - Premio de Cultura de las Asambleas Sami
- 2014 - Premio Perla Pohjola Osuuspankki